# CJ ENM 소속 연예인 목록
다음은 대한민국의 엔터테인먼트 업체인 CJ ENM 소속 연예인 목록이다.
CJ ENM은 엔터테인먼트부문 산하에 레코드 레이블 및 연예 기획사를 설립·편입하여 운영하고 있다. 대한민국에 웨이크원, 에이오엠지, 하이어 뮤직, 아메바컬쳐 등 4개사를, 일본에 라포네 엔터테인먼트 1개사를 산하에 두고 있다.

## WM 엔터테인먼트
WM 엔터테인먼트그리고 한국에서 가장 인기 있고 가장 귀여운 음반 레이블 중 하나입니다.
- 그룹
  - B1A4
  - OH MY GIRL
  - ONF
  - 이채연

## 웨이크원
웨이크원은 2021년, 기존 CJ ENM의 계열사인 스톤뮤직 엔터테인먼트, MMO 엔터테인먼트, 스튜디오 블루와 MMO 엔터테인먼트의 자회사인 오프더레코드 엔터테인먼트 등을 통폐합하여 만들어진 연예 기획사이자 레코드 레이블이다.
| - 그룹 - izna | - 솔로 - 로이킴 - 조유리 - 하현상 - 임슬옹 - 김재환 | - 프로젝트 그룹 - Kep1er - ZEROBASEONE | - 프로듀서/작곡가 - 박우상 |

## 라포네 엔터테인먼트
라포네 엔터테인먼트(영어: Lapone Entertainmet)는 CJ ENM과 일본의 요시모토흥업이 합작한 범 CJ ENM계 연예 기획사이다. 과반 이상의 지분을 CJ ENM이 소유하고 있다.
- 그룹
  - JO1
  - INI
  - DXTEEN

## AOMG
AOMG는 2013년에 설립된 범 CJ ENM계 레코드 레이블이다. 2016년 CJ ENM계열로 편입된 이래, 힙합 및 R&B 계열 레코드 레이블로 성장했다.
| - 솔로 - 박재범 - 사이먼 도미닉 - 그레이 - 로꼬 - 엘로 - 어글리덕 - 후디 - DJ 펌킨 - DJ 웨건 - 코드 쿤스트 - 펀치넬로 - 소금 - 드비타 - 이하이 - 구스범스 - 유경 - 쿠기 | - 기타 - 정찬성 |

## 하이어 뮤직 레코즈
하이어 뮤직 레코즈는 2017년 설립된 범 CJ ENM계 레코드 레이블이다. 힙합 레이블로서, 대한민국 외 국가들의 아티스트도 소속되어 있는 것이 특징이다.
| - 그룹 - 그루비룸 | - 솔로 - 차 차 말론 - 식케이 - pH-1 - 우디 고차일드 - 우기 - HAON - 빅 나티 - 트레이드 엘 - 써밋 - Golden |

## 아메바 컬쳐
아메바 컬쳐는 2006년에 설립된 힙합 레이블로, 2017년 CJ ENM이 인수하며 자회사가 되었다.
| - 그룹 - 다이나믹 듀오 - 플래닛 쉬버 | - 솔로 - 핫펠트 - 김선재 - 솔 - 따마 - 허성현 |

## 이전 소속 아티스트

### 스톤뮤직 엔터테인먼트
가수
- 손호영 (2012-2019)[3]
- 정준영 (2013-2016)[4]
- 다비치 (2014-2021)[5]
- 스피카 (2015-2017)[6]
- 에릭 남 (2015-2021)[7]
- SG 워너비 (2015-2018)
- 김재환 (2017-2019)[8]
- 조유리 (2017-2021)[5]
- 로이킴 (2018-2021)[5]
- 하현상 (2018-2021)[5]
- TO1 (2020-2021)[5]
- SWAN
- 김종국 - 마루기획 소속, 더 터보 컴퍼니 소속
- 성시경 - 現 S27 엔터테인먼트 소속/前 젤리피쉬 엔터테인먼트
- 양파 - RBW 소속
- 옥주현 - 포트럭(주) 소속
- 윤종신 - 미스틱89 소속
- 조성모 - 아프로뮤직 소속
- 터보 - 더 터보 컴퍼니 소속
- 하이니 - 렛잇비 소속
- 홍대광 - 디어라이트 소속/前 MMO 엔터테인먼트
- 홍진영 - 뮤직케이 엔터테인먼트 소속
- JBJ - 페이브엔터테인먼트
- 로코베리
- 오영결
- 박보람 - 화이브라더스코리아 소속
- 애쉬비

배우
- 김민재 (2015-2019)[9]

#### B2M 엔터테인먼트
- 이효리 (2010-2015)
- 니콜 (2014-2017)

### 웨이크원
- 김필 (2014-2020)[10]
- 박보람 (2014-2018)[11]
- 다비치 (2014-2024)
- 훈스 (2016-2019)
- 와블 (2015-2017)[12]
- 강다니엘 (2017-2019)[13]
- 윤지성 (2017-2019)[13]
- 인투잇 (2017-2020)[14]
  - 김진섭
  - 김성현
  - 아이젝
  - 이인표
  - 유영두
  - 정연태
  - 한현욱
  - 황인호
- 미아 (2018-2023)
- TO1 (2020-2023)
  - 최치훈 (2021-2022)[15]
  - 민수 (2021-2022)[16]
  - 제롬 (2021-2022)[16]
  - 웅기 (2021-2022)[16]
- 송수우 (2021-2022)

#### 오프더레코드 엔터테인먼트
- fromis 9 (2018-2021)[17]
- 아이즈원 (2018-2021)[18]

#### 스튜디오 블루
- 헤이즈
- 트루디

### 스윙 엔터테인먼트
- 아이오아이 (2016-2017)[19]
- 손호영 (2019-2021)[3]
- X1 (2019-2020)[20]
- 나띠 (2020-2022)[21]
- 김영흠 (2021-2024)

### 젤리피쉬 엔터테인먼트
젤리피쉬 엔터테인먼트는 2014년부터 CJ계 연예 기획사였으나, 2020년 3월, CJ ENM이 보유 중인 지분을 전량 매각하며 계열 관계가 단절되었다.
- 서인국 (2009-2017)[22]
- 전동석 (2016-2018)[23]

## 빌리프랩
빌리프랩은 2018년 CJ ENM과 HYBE가 합작하여 설립한 레코드 레이블이었으나,  2023년 11월, CJ ENM이 보유 중인 지분을 전량 매각하며 계열 관계가 단절되었다.
- 그룹
  - ENHYPEN